# Il filo della spada
Il filo della spada (Sword Song) è il quarto romanzo di avventura dello scrittore britannico Bernard Cornwell, appartenente al ciclo sulle "storie dei re sassoni", pubblicato nel 2007, in Italia nel 2009 per Longanesi.

## Trama
Æthelwold, nipote del re Alfredo del Wessex, aspira sempre al trono del Wessex. Con l'inganno spinge Uhtred di Bebbanburg a credere alle profetiche parole di un morto fasullo. In realtà cerca di far combattere Uhtred, illudendolo di poter diventare a sua volta re di Mercia, per la sua causa insieme a Haesten, che vorrebbe per sé la corona dell'Anglia orientale, e ai fratelli norvegesi Sigefrid ed Erik, Uhtred è già in trattative con i nuovi alleati quando vede catturato dai norvegesi il vecchio amico, padre Pyrling. Lo fa combattere con Sigefred per ottenere la sua liberazione, ma mentre lo riaccompagna verso il suo sovrano, Guthrum, padre Pyrlig convince Uhtred a tenere fede al giuramento fatto ad Alfredo. L'eroe dunque torna per assistere al matrimonio tra la figlia del re, Æthelflaed, e il suo odiato cugino Æthelred. Intanto re Alfredo gli ordina di conquistare Lunden assieme al genero. Contravvenendo agli ordini Uhtred riesce a penetrare in città, con una manovra pericolosa, attraverso un varco nei pressi del ponte. I sassoni vincono, ma Uhtred concede la libertà ai fratelli norvegesi, che possono allontanarsi con la loro nave.
Re Alfredo ordina a Uhtred di occuparsi della difesa di Lunden, mentre nomina governatori il vescovo Erkenewald e Lord Æthelred, per quanto riguarda l'amministrazione civile e militare. Nel frattempo Æthelred si dimostra sempre più geloso nei confronti della sua sposa, al punto da picchiarla e da portarla sempre con sé, anche durante le battaglie. Proprio alla fine di un'incursione contro i pagani Æthelflaed viene rapita da Sigefred ed Erik. Uhtred è incaricato di svolgere le trattative per il rilascio, ma viene convinto da Erik ad ingannare sia Sigefred che Alfredo, perché ama, ricambiato, la figlia del re. Il piano prevede di fuggire su una nave con l'aiuto di Uhtred. All'ultimo momento però sono entrambi costretti a combattere contro Haesten, che ha tradito gli alleati e cerca di fuggire con l'ostaggio.

## Edizioni
- Bernard Cornwell, Il filo della spada, traduzione di Donatella Cerutti Pini, La Gaja scienza, Longanesi, 14 maggio 2009,  p. 381, ISBN 9788830426412.
- Bernard Cornwell, Il filo della spada, traduzione di Donatella Cerutti Pini, Tea più, TEA, 18 ottobre 2018,  p. 382, ISBN 9788850251865.